# Towarzystwo Tomasza Zana
Towarzystwo Tomasza Zana – młodzieżowa organizacja niepodległościowa działająca w Wielkopolsce, a później obejmująca cały obszar zaboru pruskiego oraz pruskiego Śląska. Powstała na gruncie tajnych stowarzyszeń uczniowskich, będącą wyrazem buntu młodzieży polskiej przeciw germanizacji i cenzurze kultury polskiej, Towarzystwo wzorowało się na ideach filomatów i założeniach ich przywódcy Tomasza Zana, który mówił:
„Przejrzałem, że w pierwszej linii koniecznem sposobić się na zacnych obywateli, abyśmy się stać mogli silnym narodem. Biada ludowi, który woli brać wolność szturmem, niż stać się jej godnym przez rozum i wychowanie”.

## Początki organizacji i tworzenie struktur
Źródła podają, że jedną z pierwszych tajnych organizacji gimnazjalnych wzorującą się na Towarzystwie Filomatów została utworzona w roku 1817, a wśród założycieli wymienia się Karola Marcinkowskiego
Początkowo uczniowskie tajne organizacje choć cel miały ten sam, to przyjmowały jednak różne nazwy jak: w Poznaniu (Kościuszko), Trzemesznie (Zan), Lesznie (Krakus), Ostrowie Wielkopolskim (Zawisza) oraz Głogowie (Chrobry), a o swoim istnieniu dowiadywały się przypadkiem, najczęściej, podczas narodowych uroczystości.
Gimnazjalne tajne koło istniało w Ostrowie Wielkopolskim w 1855 pod nazwą „Towarzystwo historii polskiej”. W 1858, na skutek niewielkich ustępstw rządu pruskiego, w poznańskim Gimnazjum Marii Magdaleny powstało „Towarzystwo historii i piśmiennictwa polskiego” Po dekonspiracji przez władze pruskie w listopadzie 1862 wielu organizacji i utworzonego przez nie Komitetu Towarzystwa Narodowego, w roku 1877 nastąpiła konsolidacja kół z Poznania, Inowrocławia i Gniezna. Odbył się w 1897 zjazd w Bydgoszczy, który wypracował zasady działalności konspiracyjnej: staranny dobór kandydatów, używanie pseudonimów zamiast nazwisk, łączenie treści narodowych i praktyk religijnych, przestrzeganie statutu wewnętrznego.

## Współpraca z ruchem akademickim
Koła gimnazjalnych stowarzyszeń były od lat w stałej współpracy z akademickim Związkiem Młodzieży Polskiej „Zet”, ściśle związanym z Ligą Polską. W 1900 w parku miłosławskim u stóp pomnika J Słowackiego miało miejsce wspólne czytanie „Kordiana” przez członków kół z Poznania i Gniezna. Zjazdy kół z Gniezna, Inowrocławia i Poznania odbywały się już w latach 1879–1881, przemiennie w Poznaniu i Gnieźnie. Omawiano sprawy jednolitego programu nauki, podręczników oraz poczynań szerszego kształcenia w języku polskim. Wspólnym wysiłkiem wydawano pisane ręcznie czasopismo „Miesięcznik”. „Zetowi” udało się w 1896, na krótko, utworzyć Związek Kół Gimnazjalnych, a na zjeździe w Poznaniu delegatów kół samokształceniowych z Wielkopolski powołano do życia „Czerwoną Różę”, nadrzędną organizację dla wszystkich kół gimnazjalnych i koordynującą ich pracę. Zjazdy integrowały najstarszych przedstawicieli ruchu gimnazjalnego, jak Zygmunt Celichowski, z akademickimi działaczami jak: Wiesław Chrzanowski, z młodzieżą dopiero co wkraczającą w szeregi konspiracyjnych organizacji.

## Procesy sądowe
W 1900 r. „Czerwona Róża” skupiła koła z Białogardu, Brodnicy, Bydgoszczy, Chełmna, Chojnic, Gniezna, Krotoszyna, Leszna, Nakła, Ostrowa Wielkopolskiego, Poznania, Rogoźna, Śremu, Wągrowca, Torunia. Po roku została jednak wykryta, a gimnazjalistom z Brodnicy, Chełmna i Torunia wytoczono procesy sądowe. Niebawem podobny proces wytoczono 24 członkom gnieźnieńskiego Towarzystwa Tomasza Zana, oskarżając ich z art. 128 kodeksu karnego, że „w latach 1898–1902 należeli w Gnieźnie do towarzystwa, którego istnienie, cele i ustrój, miały być trzymane w tajemnicy przed rządem państwowym, a mianowicie do Towarzystwa Filomatów i Filaretów” (właściwa nazwa TTZ nie występuje ani w akcie oskarżenia, ani w wyroku. Filomatów i Filaretów tłumaczono jako „Lern – Jugendfreunde”). Wyroki skazujące opiewały od 6 tygodni więzienia do kary nagany. Trzy osoby uniewinniono. Często stosowanym środkiem represji stosowanym przez kierownictwo szkół była relegacja, często z zakazem nauki we wszystkich szkołach Królestwa Prus. W Ostrowie Wlkp 20 kwietnia 1863 roku za spontaniczne odśpiewanie podczas nabożeństwa „Boże coś Polskę” 60 uczniów wydalono z gimnazjum. Za zbiegłymi przed „wymiarem sprawiedliwości” urząd rejencyjny wysyłał listy gończe określając ściganych mianem przestępców. Mimo to wielu gimnazjalnych profesorów narodowości polskiej wspomagało wydalonych uczniów, udzielając korepetycji, co pozwalało na eksternistyczne ukończenie nauki. Władze oświatowe początkowo sprawy nielegalnych towarzystw chciały rozstrzygnąć w swoim zakresie, ale minister sprawiedliwości stanowczo żądał procesów karnych.
Po procesie toruńskim w Poznaniu osądzono także akademików. W konsekwencji wszystkich sądowych spraw z udziałem młodzieży polskiej nastąpiło zaostrzenie przepisów, z rygorystycznymi karami za jakiekolwiek propagowanie polskości. W życie wprowadzono tzw. system ausrotten (wyplenienie).

## Organizacyjnapraca organiczna
Po procesach, kilkadziesiąt filomackich organizacji młodzieżowych z Pomorza i Wielkopolski utworzyło w 1902 organizację „Przyszłość”, a w 1904 koło gnieźnieńskie towarzystwa wznowiło działalność, wydając nawet ręcznie przepisywaną gazetkę „Echo”. Akademicki związek „Zet” na bazie działających kół utworzył Komisję Gimnazjalną, która w latach 1910–1913 wszystkim podległym kołom, na wzór koła gnieźnieńskiego, nadała nazwę – Towarzystwo Tomasza Zana.
TTZ postrzegane było jako organizacja samokształceniowa, w rzeczywistości był elitarną organizacją młodzieżową z ambitnymi celami, silną strukturą i udoskonalonymi przez lata doświadczeń formami działalności merytorycznej oraz konspiracyjnej. Młodzieży wpajano „zasady żołnierza polskiego”, aby w przyszłości ofiarnie stanęła „do świętej walki orężnej o niepodległość Polski”. Kandydat na członka TTZ składał przysięgę: „Ja *** wstępując do Towarzystwa Tomasz Zana, którego cele mi wiadome, przysięgam na Boga i honor, że tajemnicy o istnieniu jego nigdy przed nikim nie zdradzę. Tak mi dopomóż Panie Boże”.
Członkowie TTZ doskonalili się humanistycznie i fizycznie. Wzorem Towarzystwa Filomatycznego stosowany był trójstopniowy poziom osiągniętej wiedzy i sprawności: promieniści, filareci, i najbardziej doświadczeni- filomaci. W kołach powstawały tajne biblioteki z bogatym księgozbiorem w języku polskim z literaturą narodową, historii, a także naukową. Dla zachowania konspiracji, w grupach kilku osobowych, organizowano zawody strzeleckie, wycieczki krajoznawcze i tajne harcerstwo. Prowadzono dodatkowe lekcje historii i geografii, oraz nauki hektografii. Piętnowano używanie w mowie i piśmie germanizmów. Szczególnie czczono: 3 maja, 29 listopada (wybuch powstania 1860) i 1 lipca (dzień powołania Unii Lubelskiej 1569). Wspominano czasy potęgi Polski Jagiellonów, Sobieskich i Kościuszki.